# Дуглас, Джеймс (врач)
Джеймс Дуглас (англ. James Douglas; 21 марта 1675 — 2 апреля 1742) — шотландский врач и анатом. Его именем назвали: дугообразную нижнюю границу задней стенки влагалища прямой мышцы живота («Дугласова линия», «Дугласова полукруглая линия»); прямокишечно-маточное углубление («Дугласово пространство»); прямокишечно-маточные связки, образованные предстеночной брюшиной вдоль одноименных мышц («Дугласовы складки»).